# خافير كابريرا
خافير كابريرا (بالإسبانية: Javier Cabrera)‏ (18 مارس 1992 في الأوروغواي - ) هو لاعب كرة قدم أوروغواني في مركز الهجوم. لعب مع ريكرياتيفو ومونتيفيديو واندررز.

## روابط خارجية
- خافير كابريرا على موقع إي إس بي إن إف سي (الإنجليزية)
- خافير كابريرا على موقع قاعدة بيانات كرة القدم.إي يو (الإنجليزية)
- خافير كابريرا على موقع Soccerway.com (الإنجليزية)
- خافير كابريرا على موقع AS.com (الإسبانية)